# Victor Hugues
Victor Hugues (* 20. Juli 1762 in Marseille; † 12. August 1826 in Cayenne) war ein französischer Kolonialverwalter. Als Abgesandter des Wohlfahrtsausschusses eroberte er 1794 Guadeloupe von den Briten zurück und setzte die Sklavenbefreiung durch. Später war er unter Napoleon Bonaparte und Ludwig XVIII. Gouverneur von Französisch-Guayana.

## Leben
Victor Hugues war der Sohn wohlhabender Marseiller Eltern. Sein Vater war ein Bäcker. Im Alter von siebzehn Jahren kam er als Kolonist nach Saint-Domingue und war schließlich Kaufmann. Zu Beginn der französischen Revolution bekannte er sich zu den Prinzipien der Revolution. Durch den Aufstand der Sklaven und von „gens de couleur“ (freie „Farbiger“) verlor er seinen Bruder und den größten Teil seines Vermögens. Daraufhin kehrte er 1792 nach Frankreich zurück. Dort ernannte der Sicherheitsausschuss ihn zum Staatsanwalt von Brest und später von Rochefort.
Robespierre ließ Anfang 1794 alle Bewohner der französischen Kolonien unabhängig von ihrer Hautfarbe zu Staatsbürgern erklären und die Sklaverei offiziell abschaffen. Im Februar 1794 wurde Hugues als Kommissar nach Westindien entsandt, um dort die Dekrete bekannt zu machen und die Insel Guadeloupe auf eine britische Invasion vorzubereiten. Er schiffte sich mit einer kleinen Truppe auf einer Fregatte ein. Am 24. Mai kam er vor der Stadt Pointe-à-Pitre auf Guadeloupe an. Er musste feststellen, dass die Insel inzwischen von den Briten besetzt war. Da die Stadt von einer starken britischen Garnison geschützt wurde, beschloss er Basse-Terre anzugreifen. Es gelang ihm, eine beherrschende Festung einzunehmen und die Briten aus der Stadt zu vertreiben. Danach belagerte er mit Erfolg Pointe-à-Pitre.
Den von einer britischen Flotte unter Admiral Jervis herbeigeschafften Truppen waren die Franzosen unterlegen. Hugues verließ die Stadt und wich in die ländlichen Teile der Insel aus. Dort mobilisierte er die schwarzen Einwohner und bewaffnete 2000 von ihnen. Mit ihrer Hilfe ging Hugues wieder in die Offensive und gewann bis Ende Juni den größten Teil der Insel für Frankreich zurück. Im Juli zogen sich die britischen Truppen hinter den Rivière Sallé zurück. Ihre Versuche einer Rückeroberung scheiterten. Am 6. Oktober kapitulierte der britische General Colin Graham. Bei den in Gefangenschaft geratenen britischen Truppen waren auch 800 französische antirevolutionäre Emigranten. Auf Befehl von Hugues wurden 300 von ihnen als Verräter erschossen.
Danach begann er mit der „Befriedung“ und Reorganisierung der Insel. Unter Mitführung einer Guillotine besuchte er die Orte der Insel. Die verbliebenen Royalisten wurden hingerichtet. Wegen seiner Grausamkeiten wurde er als „Robespierre von Westindien“ bezeichnet. Allerdings begann sich die Wirtschaft während seiner Herrschaft zu erholen und den ehemaligen Sklaven wurden Löhne gezahlt. Hugues richtete eine gewählte Inselversammlung ein, die von Mulatten beherrscht wurde. Andererseits – und nicht weniger grausam als im Kampf gegen die einstigen Sklavenhalter – ließ er Aufstände der ehemaligen Sklaven unterdrücken.
Inzwischen hatte er einige Verstärkungen aus Frankreich erhalten und konnte 1795 mehrere Inseln wie St. Vincent, Grenada und St. Lucia erobern. Die Briten bereiteten eine Expedition gegen ihn vor. Hugues hatte inzwischen die Wehrpflicht eingeführt und so eine Truppe von 15.000 Mann ausgehoben. Die Küste wurde mit Geschützbatterien geschützt.
Freibeuter wurden ausgeschickt, die innerhalb von zwei Jahren 150 Schiffe kaperten. Es wurden aber auch Schiffe der USA aufgebracht, was 1798 zu Spannungen zwischen den Vereinigten Staaten und Frankreich führte, die unter der Bezeichnung Quasi-Krieg bekannt sind.
Im Frühjahr 1798 kam es zu einer britischen Offensive unter General Abercrombie mit einer Armee von 20.000 Mann. Ihnen gelang die Eroberung St. Lucia. Aber die britischen Verluste waren so hoch, dass sie keine weiteren Erfolge erzielen konnten.
Das französische Direktorium rief Hugues 1798 zurück nach Frankreich. Ein Jahr später machte ihn Napoleon Bonaparte zum Gouverneur von Französisch-Guayana. Napoleon machte Hugues aber zur Auflage, weniger rigoros mit den Einwohnern umzugehen als in Guadeloupe. Sein Versuch, auf Anweisung aus Paris, die Sklaverei wieder einzuführen, stieß auf den erbitterten gewaltsamen Widerstand der einheimischen Bevölkerung. Hugues verwaltete die Kolonie bis 1809, als er vor einer britisch-portugiesischen Flotte kapitulieren musste. Bei seiner Rückkehr nach Frankreich klagte man ihn vor einem Kriegsgericht deswegen an. Er wurde aber 1814 freigesprochen.
Nach der Restauration entsandte ihn Ludwig XVIII. erneut als Gouverneur nach Cayenne. Nachdem er in den Ruhestand getreten war, blieb er bis zu seinem Tod in Französisch-Guayana.

## Rezeption
Victor Hugues ist die Zentralfigur von Alejo Carpentiers historischem Roman Explosion in der Kathedrale (El siglo de las luces).